# Daphnopsis costaricensis
Daphnopsis costaricensis är en tibastväxtart som beskrevs av K. Barringer och Grayum. Daphnopsis costaricensis ingår i släktet Daphnopsis och familjen tibastväxter. Inga underarter finns listade i Catalogue of Life.